# Combat de Belle-Isle-en-Terre
Chouannerie
La combat de Belle-Isle-en-Terre a lieu le 11 février 1799 pendant la Chouannerie.

## Déroulement
Le 11 février 1796, un détachement de 71 soldats est mis en fuite à Belle-Isle-en-Terre. Six soldats et trois officiers sont tués lors du combat. La ville de Saint-Brieuc envoie des troupes fouiller la région, mais les chouans disparaissent sans laisser de traces.